# R Гидры
R Ги́дры (лат. R Hydrae), HD 117287 — тройная звезда в созвездии Гидры на расстоянии (вычисленном из значения параллакса) приблизительно 484 световых лет (около 148 парсек) от Солнца.

## Характеристики
Первый компонент (WDS J13297-2317A) — красный гигант, пульсирующая переменная звезда, мирида (M) спектрального класса M6e-M9eS(Tc), или M7IIIeTc, или Md. Видимая звёздная величина звезды — от +10,9m до +3,5m. Масса — около 0,975 солнечной, радиус — около 1264,182 солнечного. Эффективная температура — около 2100 K.
Второй компонент — красный карлик спектрального класса M. Масса — около 451,42 юпитерианской (0,4309 солнечной). Удалён в среднем на 1,483 а.е..
Третий компонент (UCAC4 334-068173) — оранжевый карлик спектрального класса K. Видимая звёздная величина звезды — +12m. Масса — около 0,65 солнечной, радиус — около 0,77 солнечного, светимость — около 0,202 солнечной. Эффективная температура — около 4420 K. Удалён на 21,1 угловой секунды (в среднем около 3500 а.е.).

## Наблюдения

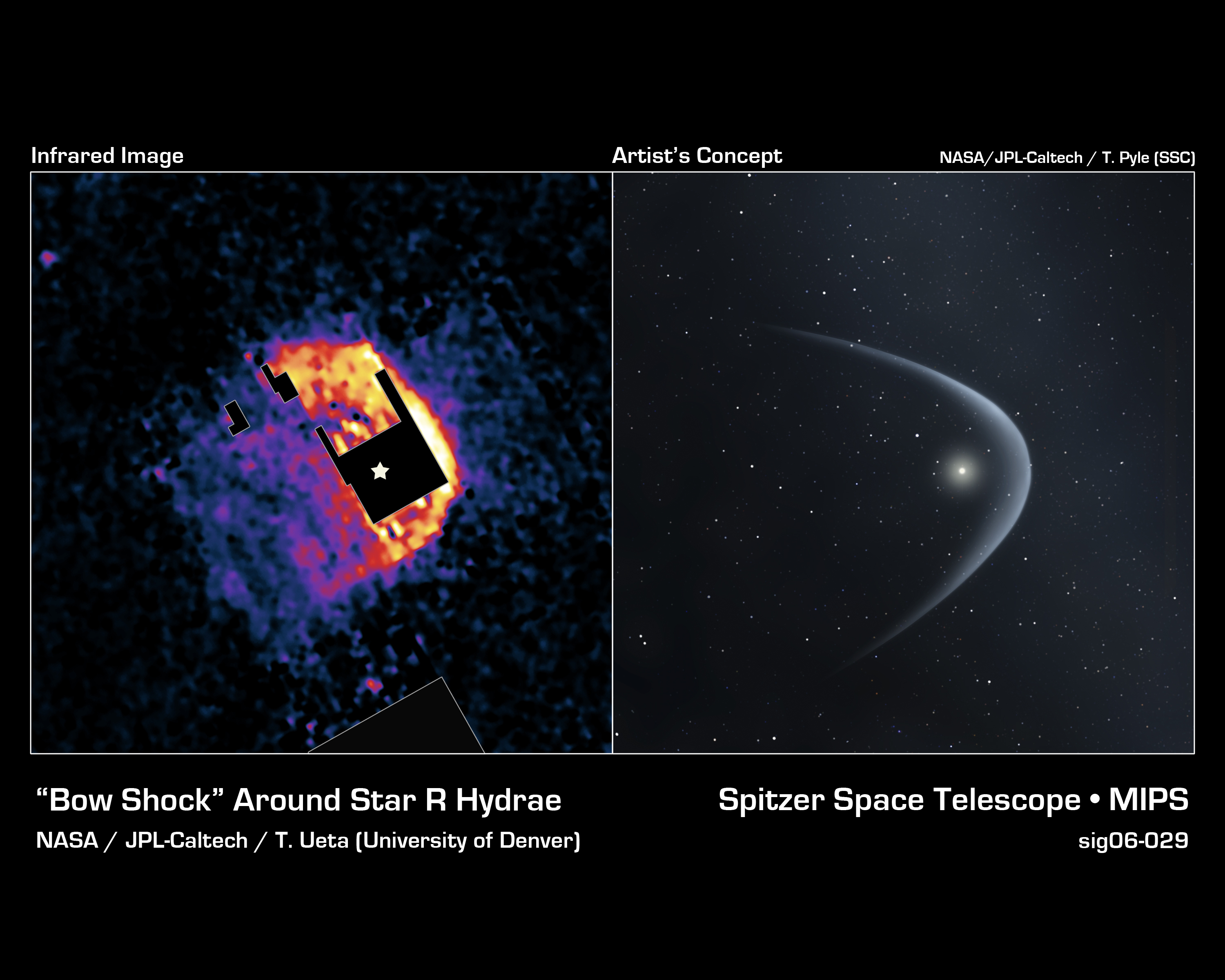
Головная ударная волна R Гидры. Слева: снимок в инфракрасном диапазоне; справа: рисунок художника

Видимый блеск звезды меняется от 3,21 до 11,00 звёздной величины с периодом в 389 суток. Вблизи максимума блеска звезда доступна наблюдению невооружённым глазом, в остальное время видна лишь в телескоп.
R Гидры движется относительно окружающей межзвёздной среды со скоростью приблизительно 50 км/с. Масса головной ударной волны равна 400 массам Земли. В 2006 году орбитальный инфракрасный телескоп Спитцер сфотографировал головную ударную волну R Гидры — место, где происходит торможение с космических скоростей налетающего на звёздную систему межзвёздного вещества. Она находится на расстоянии 16,29 а.е. от звезды, и в толщину достигает 6,188 а.е. Это первый снимок ударной волны, сделанный у красного гиганта.

## В культуре
- Звезда R Гидры упоминается в серии романов Сергея Сухинова «Звёздный Волк» (1998—2006), написанной по мотивам произведений Э. Гамильтона, как главная звезда Империи хеггов — кентавроподобных разумных существ, главных противников земной Федерации в Галактике.
- Эта же звезда упоминается в 3-м сезоне американского мультсериала «Трансформеры», повествующего о великой войне двух рас живых роботов — благородных автоботов и злобных десептиконов; согласно версии сериала, в её системе находится изобилующий вулканами планетоид Трол (англ. Thrull), куда после решающего сражения с автоботом Хот Родом оказался заброшен Гальватрон — лидер десептиконов[20].